# Goldenes Tor (Wladimir)

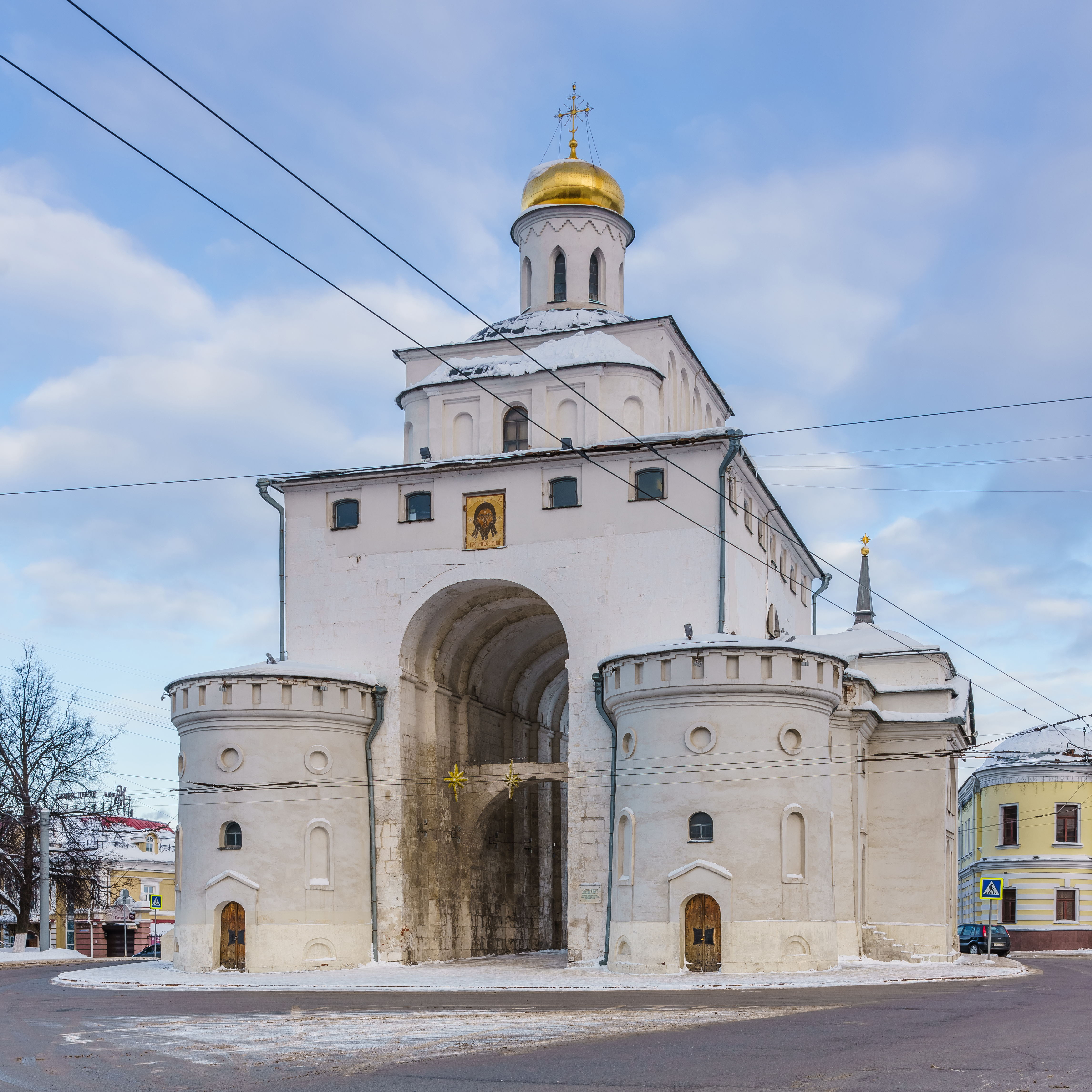
Das Goldene Tor heute

Das Goldene Tor (russisch Золотые ворота) ist ein Stadttor und Torturm im zentralrussischen Wladimir aus der Zeit des Fürstentums Wladimir-Susdal. Es wurde auf Betreiben des Fürsten Andrei Bogoljubski in den Jahren 1158 bis 1164 erbaut und diente als Haupteinfahrt in den befestigten Teil der Hauptstadt seines Fürstentums. Zusammen mit weiteren Weißen Monumenten von Wladimir und Susdal gehört es heute zum Weltkulturerbe der UNESCO.
Bogoljubski, der Wladimir als ein Gegengewicht zu Kiew etablieren wollte, ließ zeitgleich mehrere monumentale Bauwerke bauen, unter anderem die Mariä-Entschlafens-Kathedrale. Das Goldene Tor ließ er in Anlehnung an gleichnamige Bauwerke in Jerusalem, Konstantinopel und Kiew errichten. Das Tor gehörte zur Mauer der sogenannten Neuen Stadt, einer befestigten Vorstadt, die am Wladimirer Kreml lag. Der Erdwall der Neuen Stadt ist bis heute teilweise erhalten geblieben. Das Tor war aus weißem Kalkstein erbaut und besitzt eine goldene Kuppel. Im gegenüberliegenden Teil der damaligen Stadtmauer soll es auch ein Silbernes Tor gegeben haben, dessen Fundamente jedoch bis heute nicht gefunden wurden.
Bei der Belagerung von Wladimir durch die Mongolen im Jahr 1238 wurde die Stadtmauer in der Nähe des Goldenen Tores durchbrochen. Im 18. Jahrhundert wurde das Goldene Tor auf Befehl Katharinas der Großen grundlegend renoviert, wobei sein Aussehen einigen Veränderungen unterworfen wurde. Heute beherbergt das Goldene Tor eine historische Dauerausstellung, unter anderem zur mongolischen Invasion der Stadt.

## Galerie

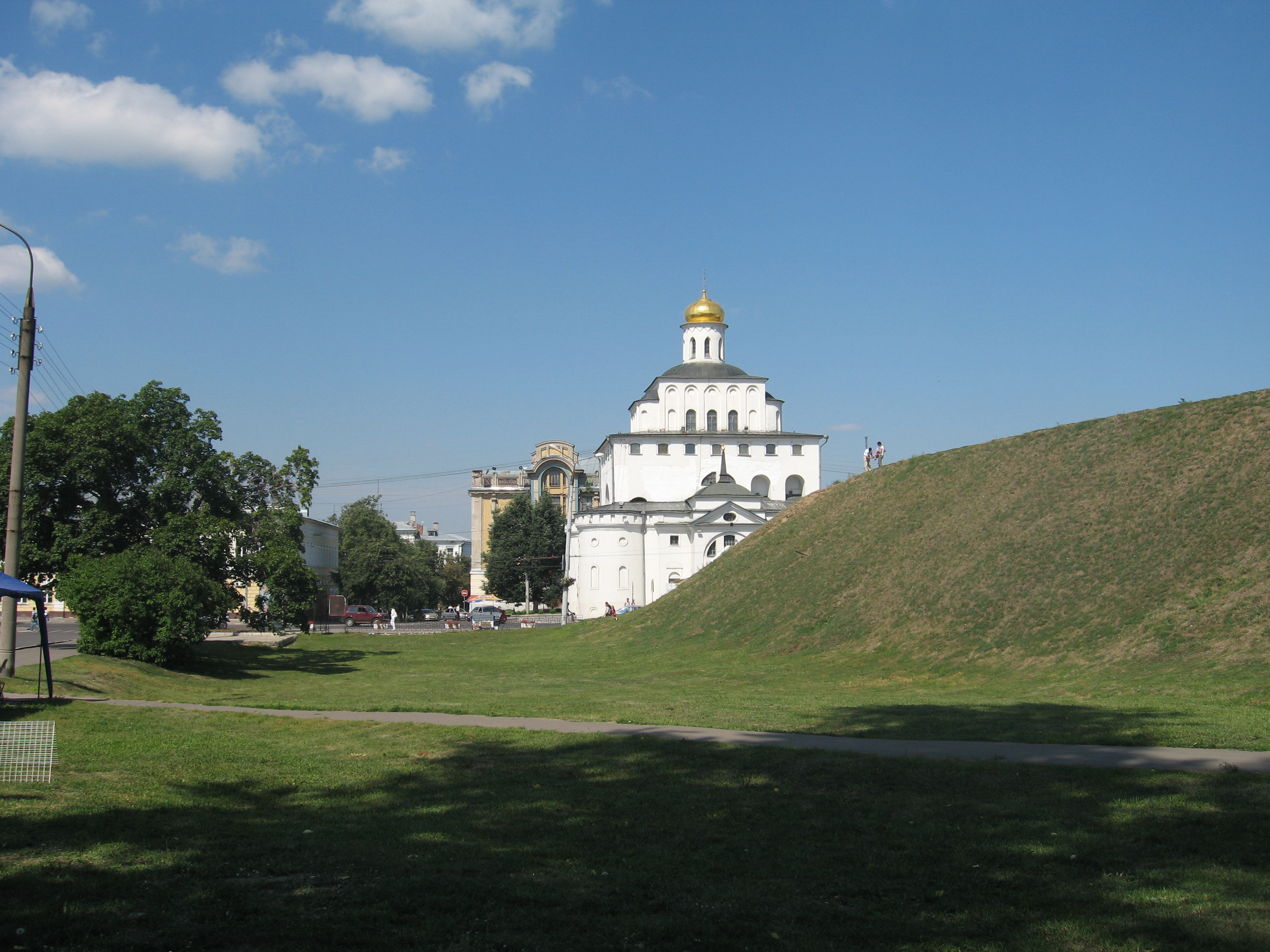
Seitenansicht mit dem erhaltenen Fragment des Erdwalls
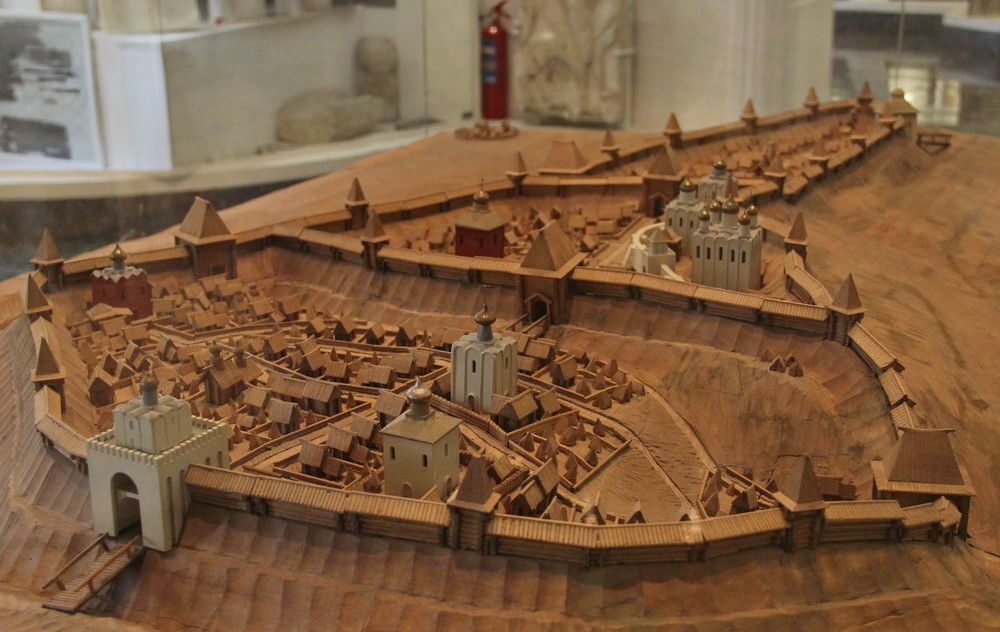
Das Goldene Tor (im Vordergrund) auf einem Stadtmodell
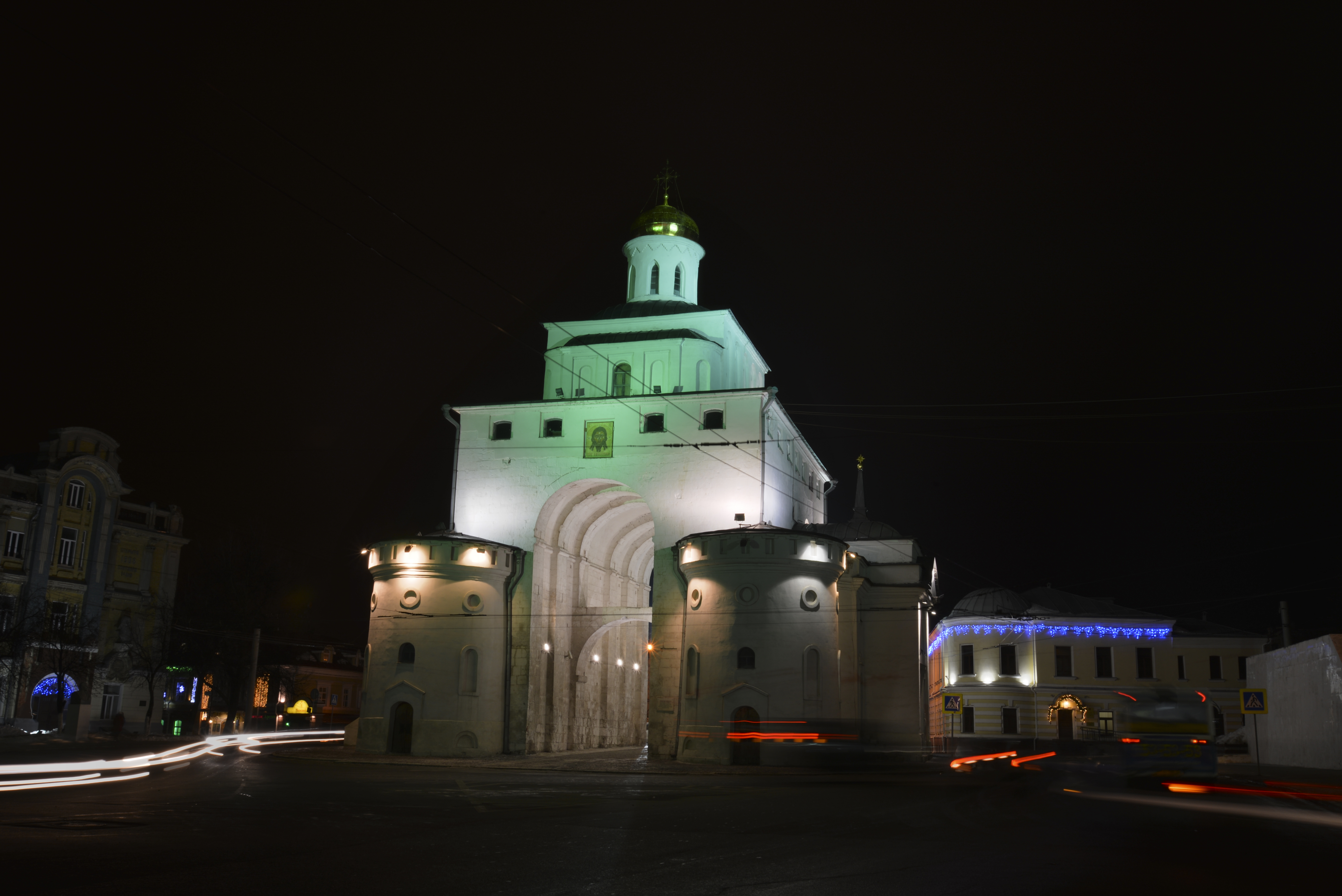
Nächtliche Beleuchtung
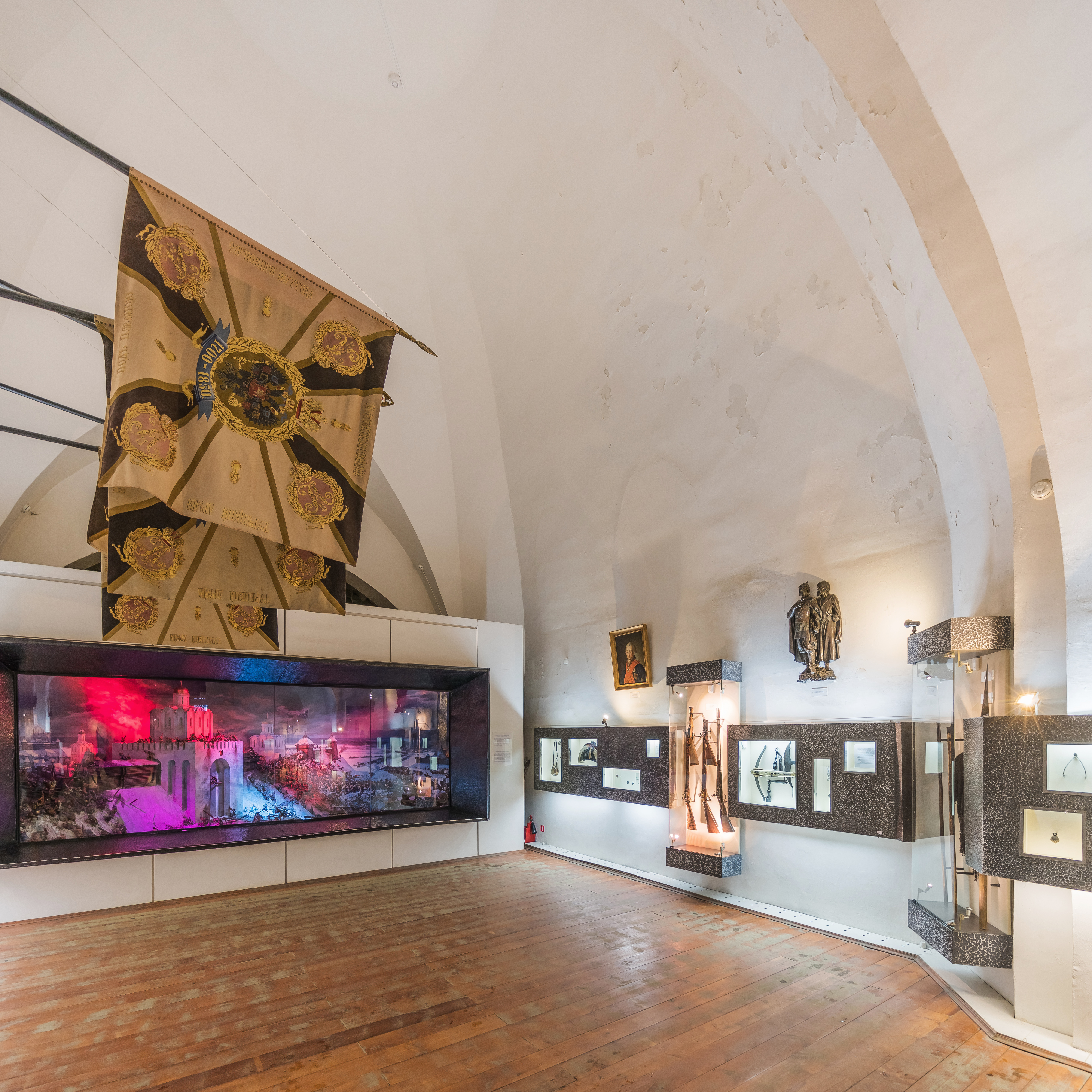
Innere Ausstellung mit einem Panorama der Belagerung von 1238